# 吉倉美月
吉倉 美月（よしくら みつき、1997年12月31日 - ）は、日本の女優である。東京都出身。フレイヴ エンターテインメントに所属していた。

## 経歴
- 趣味はチェス、犬と遊ぶこと。特技は着物の着付け

## 出演

### 舞台
- シアタージョイ ミュージカル「冒険者たち〜この海の彼方へ〜」(2014年)
- サクシードプロジェクト ミュージカル「earth kids」(2015年)[1]
- ステージドア 「シアターボアベール『春の夜の夢』」(2017年)[2]

### TV
- LIVE×LIFE(2021年、千葉テレビ)姫路みか役
- 開運！アイ$オーディション(2021年、 J:COM)

### VP
- 大京ライオンズマンション PR映像

### CM
- ラジオCM｢南天のど飴｣